# 廖本煙
廖本煙（Liao, Pen-Yen，1956年9月26日—），現任民主進步黨中央執行委員、立法院最高顧問，曾任中華民國第五、六屆立法委員，第二屆新北市議員，中華大學科技管理所碩士、李登輝學校國政班第一期結業，歷任臺灣團結聯盟立法院黨團總召、臺北縣李登輝之友會理事長、臺北縣樹林鎮（後改制為臺北縣樹林市，今新北市樹林區）鎮長、臺北縣樹林市第一屆市長、全國鄉鎮市長阿扁後援會會長、臺北縣鄉鎮市長聯誼會總幹事、民主進步黨全國鄉鎮市長聯誼會會長。

## 政治生涯
2006年12月11日，臺灣團結聯盟精神領袖李登輝接見臺灣團結聯盟幹部，廖本煙向李登輝發誓，他絕無被民主進步黨「摸頭」，他絕不退出臺灣團結聯盟，「否則出去給車撞死。」2006年12月12日，臺灣團結聯盟秘書長林志嘉說，他打電話請示李登輝有關臺灣團結聯盟主席蘇進強請辭案，李登輝向他表明「蘇進強不需要辭職，臺聯也不能解散」；但廖本煙說，李登輝對此根本沒有交代、也沒有特別指示，所以林志嘉所說的話「根本不存在」；廖本煙不但暗批林志嘉是「狗腿子」，還強調李登輝已是85歲的老先生，「黨部的事就不要讓李（登輝）總統再煩惱。」
2007年10月29日，臺灣團結聯盟主席黃昆輝宣佈，廖本煙與黃宗源違背黨的核心價值、不服黨的領導，因此開除兩人的黨籍。2007年11月6日，廖本煙在其與黃宗源及黃適卓合開的記者會上宣布退出臺灣團結聯盟，廖本煙當場脫下有李登輝簽名的臺灣團結聯盟背心，但也說「目前沒考慮」加入民主進步黨。
廖本煙退出臺灣團結聯盟後，改以民主進步黨籍於第七屆立委選舉樹林鶯歌選區競選連任，最終敗於中國國民黨提名的2004年雅典奧運銀牌得主，時任不分區立委黃志雄；廖本煙於選後暫退居幕後，多協助黨籍同志之公職競選活動，並藉由服務處之持續運作，經營地方人脈並維護既有之政治資源。2012年，廖本煙獲民主進步黨提名於新北市第五選舉區參與第八屆立委選舉，再次挑戰尋求三連霸的黃志雄；二人得票雖然增加，但差距從第七屆立委選舉時的六千多票拉大至一萬二千票，廖本煙再度落敗。
2014年，廖本煙參與九合一選舉，轉戰新北市議會議員並當選。
2018年，新北市議會議員職位，交棒給兒子廖宜琨。
2020年7月19日，廖本煙在民進黨全代會中執委、中評委、中常委選舉中，當選民進黨中常委。

## 爭議事件及言論
廖本煙的政見常引起爭議，例如反對非臺灣地區出生者參選中華民國總統，主張中國大陸來的外籍配偶不應享有集會遊行自由、獲准在臺灣居留的中國大陸人民不予核發國民身分證及戶口名簿，並限制經許可進入臺灣的中國大陸人民不得登記為公職候選人、擔任軍公教或公營事業機關人員及組織政黨，形同剝奪中國大陸人士在臺灣的參政權。

### 「債留台灣」案
2003年5月2日，民主進步黨立法委員張清芳到臺灣臺北地方法院檢察署，告發廖本煙與其妻廖吳春麗、其兄廖本能涉犯侵占、背信等罪。張清芳說，廖本煙在樹林鎮鎮長任內就開始經營「韋宏鋼鐵公司」，許多投資人以為名氣大且當選立委的廖本煙不會惡性倒閉；沒想到廖家掏空韋宏鋼鐵，還向銀行借了一堆錢，把債務留給這些信任廖本煙的投資人。同日，廖本煙說，張清芳不止一次指控他惡意倒債，這些指控都不是事實，他早在2天前就已控告張清芳誹謗，他希望張清芳不要因為選舉因素而不擇手段，但這是個案，絕不會影響泛綠團結。
2003年12月3日，《台灣壹週刊》報導，自1993年以來，廖本煙在中國大陸投資超過新台幣3億元，廖家總共在台灣借貸逾新台幣2億元，是廖本煙平日在立法院大罵的「債留台灣」行為：1990年廖本煙代表民主進步黨參選樹林鎮長失利後，以台商身分到中國大陸考察；1993年，廖本煙主導設立的香港「冠上有限公司」向江蘇省人民政府申請，獲准在昆山市設立「昆山冠鈞鋼樑有限公司」及「昆山冠威鋼樑建築有限公司」，總資本額達新台幣兩億多元；張清芳指出，1994年廖本煙當選樹林鎮長後，數度未請假即前往中國大陸「查帳」，後來因害怕政敵攻擊而換廖吳春麗去查帳。廖本煙怒批該文是政敵「選舉抹黑」：「（我）投資大陸，都是任公職以前的事，且都是合夥人范雲華在處理。」「這件事從我選立委開始就有政敵在炒，《今周刊》、《時報周刊》都寫過，至少炒4次了，實在無聊。所有投資，我完全不知情。誰再亂寫，我一定提出告訴。」
2004年8月12日，張清芳在立法院批評，部分立委向內政部警政署申請隨扈，警政署「有求必應」，造成隨扈派遣浮濫；張清芳將申請隨扈的立委分成「問政偏激」、「躲避討債」、「黑白通吃」及「為非作歹」四大類，「這些都是壞人」，其中躲避討債型立委「我那個選區的廖大委員就是」；被影射的廖本煙反罵張清芳「人渣、亂咬人的瘋狗」。 

### 越南新娘遺毒說
2006年3月31日，廖本煙在臺灣團結聯盟立法院黨團早餐會表示政府應研究嫁來臺灣的越南新娘有無越戰時期美軍化學藥劑遺毒，甚至主張政府「應該鼓勵臺灣本地人多生」而不應補助外籍新娘生育，稱為「越南新娘遺毒說」，引起重大爭議。同日，民主進步黨立委黃淑英批評，廖本煙身為立委卻發表這種法西斯言論，「非常不恰當」；東海大學社會學系副教授趙彥寧與婦女新知基金會秘書長曾昭媛則批評，這種言論顯示廖本煙「根本是個種族主義者」；台灣促進和平文教基金會執行長簡錫堦則批評，這種言論「是對外籍配偶很嚴重的偏見與歧視」。同日晚上，廖本煙宣稱，他是著眼於政府未對外籍配偶落實「健康檢查表」，擔心會因此生出畸形或有遺傳疾病的嬰兒而造成家庭及社會負擔，外界不應曲解他的原意。
2006年4月3日，臺灣團結聯盟中央黨部發表公開聲明稱，廖本煙「越南新娘遺毒說」失當，臺灣團結聯盟中央黨部願意代替廖本煙向社會大眾及外籍配偶道歉。
2006年4月3日，南洋台灣姊妹會兩名會員黃莉莉、黎雪玲抨擊：「一問：廖立委考察了整個越南、走遍越南地方了嗎？怎可以偏概全！我們越南姊妹承認有些村落深受這些毒物侵害，但此僅限於某些村落，並不能預設所有越南配偶皆有問題。二問：難道台灣沒有經歷過戰爭嗎？是不是所有台灣人也都要經過檢查？當各方都在努力研究解決辦法，但廖立委觀點卻只是對戰爭受害者在傷口上灑鹽！三問：廖立委是否有深入地方，與嫁來台灣的外籍配偶接觸？僅到越南考察，但卻以此推回台灣外籍配偶身上！鄰居和老師都很讚美我們的小孩『既可愛又活潑』，人人疼愛；我們也都身體很健康，來到台灣平均八、九年了也幾乎沒生病，請您『自費』到我們家看看！……廖立委擔心以後『劣幣驅逐良幣』、『好的孩子都生不出來』，請問：我們的小孩哪裡不好？有關學習遲緩、會有其他病變，請問有任何醫學根據嗎？而且台灣人許多女性不願生孩子，政府有深入了解原因嗎？」移民/移住人權修法聯盟（移盟）召開記者會批評，廖本煙「腦袋中有嚴重的納粹法西斯意識的遺毒，是台灣人權嚴重倒退的警訊」，而臺灣團結聯盟中央黨部的「書面道歉」動作「滅火意味十足」，證明廖本煙「越南新娘遺毒說」已引起台灣社會多數民眾的反感，臺灣團結聯盟中央黨部應該立刻嚴懲廖本煙並予以停權。移盟也在記者會中駁斥廖本煙所稱「政府未對外籍配偶落實健康檢查表」的說法：「廖說外籍配偶來台並未落實『健康檢查表』，但真相卻是：每一位外籍配偶來台前、申請居留證前、申請歸化前，都必須依《移民法》與《國籍法》作指定項目的身體檢查。她們來台灣短短的三、四年間，至少要全身健康檢查三次。」記者會結束後，移盟帶著抗議書走向當時位於臺北市館前路的臺灣團結聯盟中央黨部，要求臺灣團結聯盟立刻嚴懲廖本煙並予以停權。
2006年5月2日，台灣原住民歌手胡德夫說：「第二次世界大戰時，美軍在日本長崎、廣島丟下兩顆原子彈；但我們從來就沒有聽到其他國家擔心下一代的健康，拒絕來自長崎、廣島的新娘。……廖本煙是台聯立委，……他以高姿態說越南新娘有餘毒，令我十分不齒。若換成美國、日本或是歐洲國家的新娘，我想他不會說這樣的話。」
2007年11月11日，台獨左派人士黃泰山說，「一個說出越南新娘身上有毒的立委」當然是「大右派」。

### 南科減振案
廖本煙質疑，南科減振案，行政院國家科學委員會捨棄開價新臺幣十八億元的永駿工程顧問公司，而讓開價新臺幣九十六億元的鴻華聯合科技施作，有圖利與刻意護航之嫌。2005年12月30日，臺灣臺南地方法院檢察署分案調查，主任檢察官朱朝喨認為國科會副主委謝清志涉嫌護航鴻華聯合科技、使鴻華聯合科技獲利新臺幣三十四億元，展開偵辦。謝清志自稱無罪，但仍遭到收押禁見。
2012年7月12日，台南高分院更一審，保持二審原判，認為謝清志等人與鴻華聯合科技董事長許鴻章無罪，依《刑事妥速審判法》規定判決無罪定讞。

## 後續發展
2014年，廖本煙宣布爭取代表民主進步黨參選第二屆新北市議員選舉。2014年4月23日，民進黨新北市黨部公布議員初選民調結果，廖本煙獲得代表民主進步黨參選資格，落選的現任議員陳世榮脫黨競選。11月29日，廖本煙以19,699票、6.91%得票率當選市議員，陳世榮亦當選，且陳得票率較廖高出許多。

## 選舉紀錄
| 年度 | 選舉屆數               | 選舉區           | 所屬政黨     | 得票數 | 得票率 | 當選標記 | 備註       |
| ---- | ---------------------- | ---------------- | ------------ | ------ | ------ | -------- | ---------- |
| 1994 | 第十二屆樹林鎮鎮長選舉 | 臺北縣樹林鎮     | 民主進步黨   | 15,720 | 32.29% |          | [ 16 ]     |
| 1998 | 第十三屆樹林鎮鎮長選舉 | 臺北縣樹林鎮     | 民主進步黨   | 22,045 | 51.34% |          |            |
| 2001 | 第五屆立法委員選舉     | 臺北縣第一選舉區 | 台灣團結聯盟 | 35,606 | 7.15%  |          |            |
| 2004 | 第六屆立法委員選舉     | 臺北縣第一選舉區 | 台灣團結聯盟 | 32,204 | 7.46%  |          |            |
| 2008 | 第七屆立法委員選舉     | 臺北縣第五選舉區 | 民主進步黨   | 55,444 | 46.83% |          | 選舉區重劃 |
| 2012 | 第八屆立法委員選舉     | 新北市第五選舉區 | 民主進步黨   | 78,651 | 45.68% |          |            |
| 2014 | 第二屆新北市議員選舉   | 新北市第七選舉區 | 民主進步黨   | 19,699 | 6.91%  |          |            |

## 外部連結
- 廖本煙的Facebook專頁
- 立法院全球資訊網 廖本煙委員簡介 （页面存档备份，存于）